# دنیل هنشال
دنیل ادوین هِنشال (انگلیسی: Daniel Edwin Henshall؛ زادهٔ ۹ اوت ۱۹۸۲) بازیگر اهل استرالیا است. بعد از اولین حضورش در فیلم اسنوتاون (۲۰۱۱)، که برای آن جایزه بهترین بازیگر نقش اول مرد از جوایز اکتا را برنده شد، در فیلم‌هایی مانند بابادوک (۲۰۱۴)، اوکجا (۲۰۱۷) و میکی ۱۷ (۲۰۲۵) ایفای نقش کرده است.

## اوایل زندگی و تحصیلات
او زادهٔ ۹ اوت ۱۹۸۲ در سیدنی، استرالیا است و در آنجا بزرگ شده است و کوچک‌ترین فرزند از میان سه خواهر و برادر است.
او در سال ۲۰۰۶ از برنامه بازیگری تمام‌وقت در مرکز بازیگران استرالیا فارغ‌التحصیل شد.